# Aleksandr Lúria
Aleksandr Lúria   (Kazan, 3 de juliol de 1902 (Julià) - Moscou, 14 d'agost de 1977) Aleksandr Romànovitx Lúria, de vegades transcrit com Alexander Luria, va ser un neuropsicòleg i metge rus. Deixeble de Lev Vigotski, va ser un dels fundadors de la neurociència cognitiva, part de la neuropsicologia. Amb la publicació de les seves dues obres més importants, L'afàsia traumàtica i Les funcions corticals superiors de l'home, basats en la seva recerca dels casos de ferides cerebrals durant la Segona Guerra Mundial, es va posar al capdavant de la neuropsicologia mundial.

## Obra
L'editorial espanyola KRK ha publicat dos llibres en què el neuropsicòleg relata dos interessants casos clínics: Petit llibre d'una gran memòria. La ment d'un mnemonista (Traducció al castellà: Lydia Kuper) ISBN 978-84-8367-178-8 i Món perdut i recuperat. Història d'una lesió (Traducció al castellà: Joaquín Fernández-Valdés) ISBN 978-84-8367-284-6.